# خط تونگ چونگ
خط تونگ چونگ (انگلیسی: Tung Chung line) یکی از خطوط حومه مترو ام‌تی‌آر در هنگ کنگ است.
این خط که در سال ۱۹۹۸ تأسیس شده دارای ۸ ایستگاه و ۳۱٫۱ کیلومتر طول است.

## نگارخانه

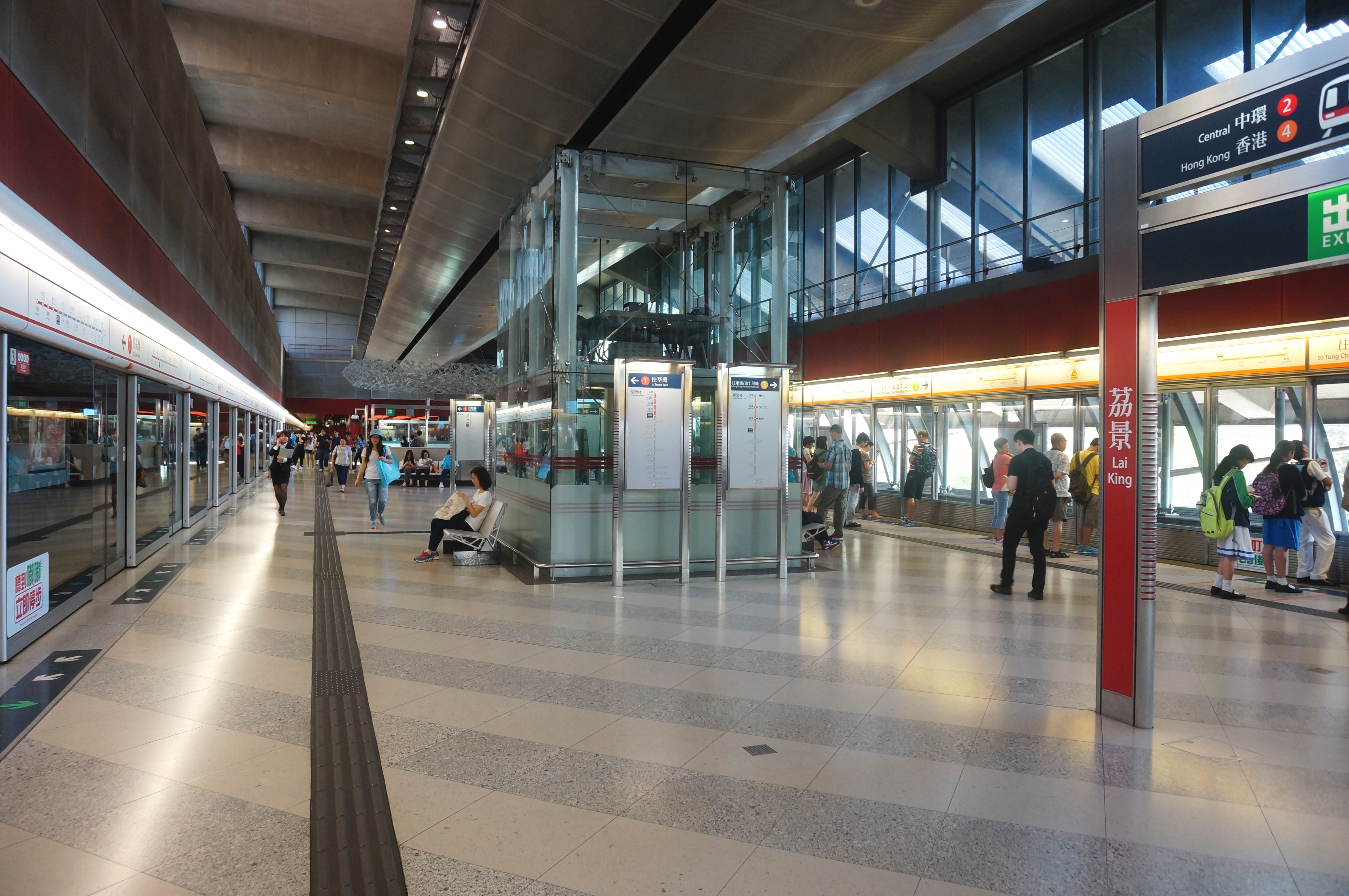
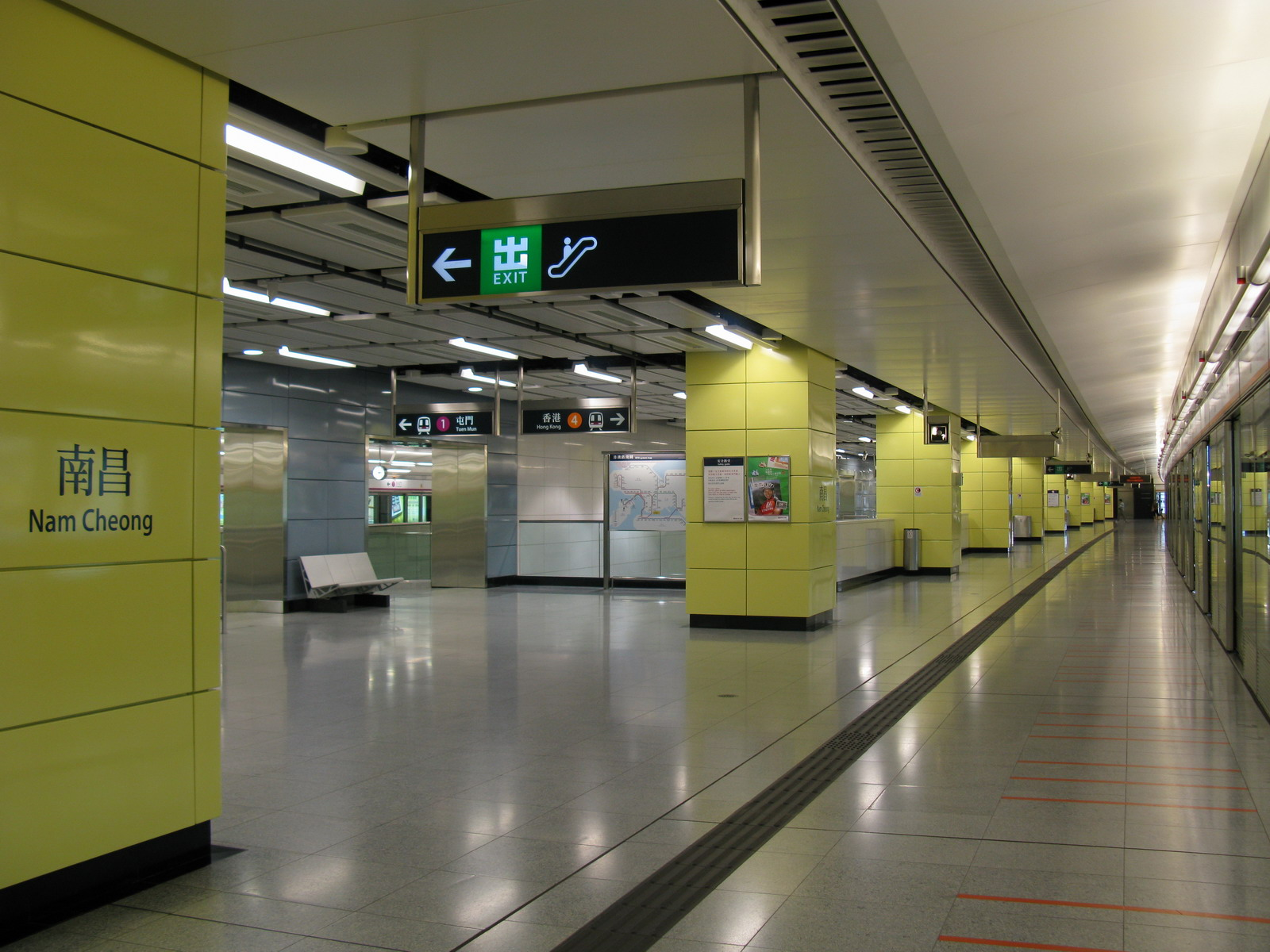
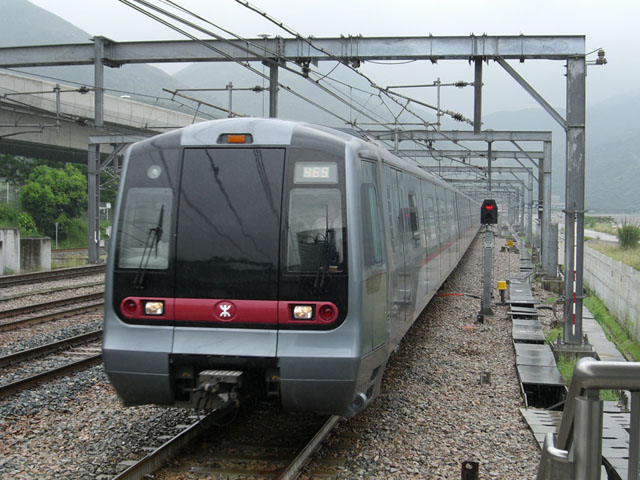
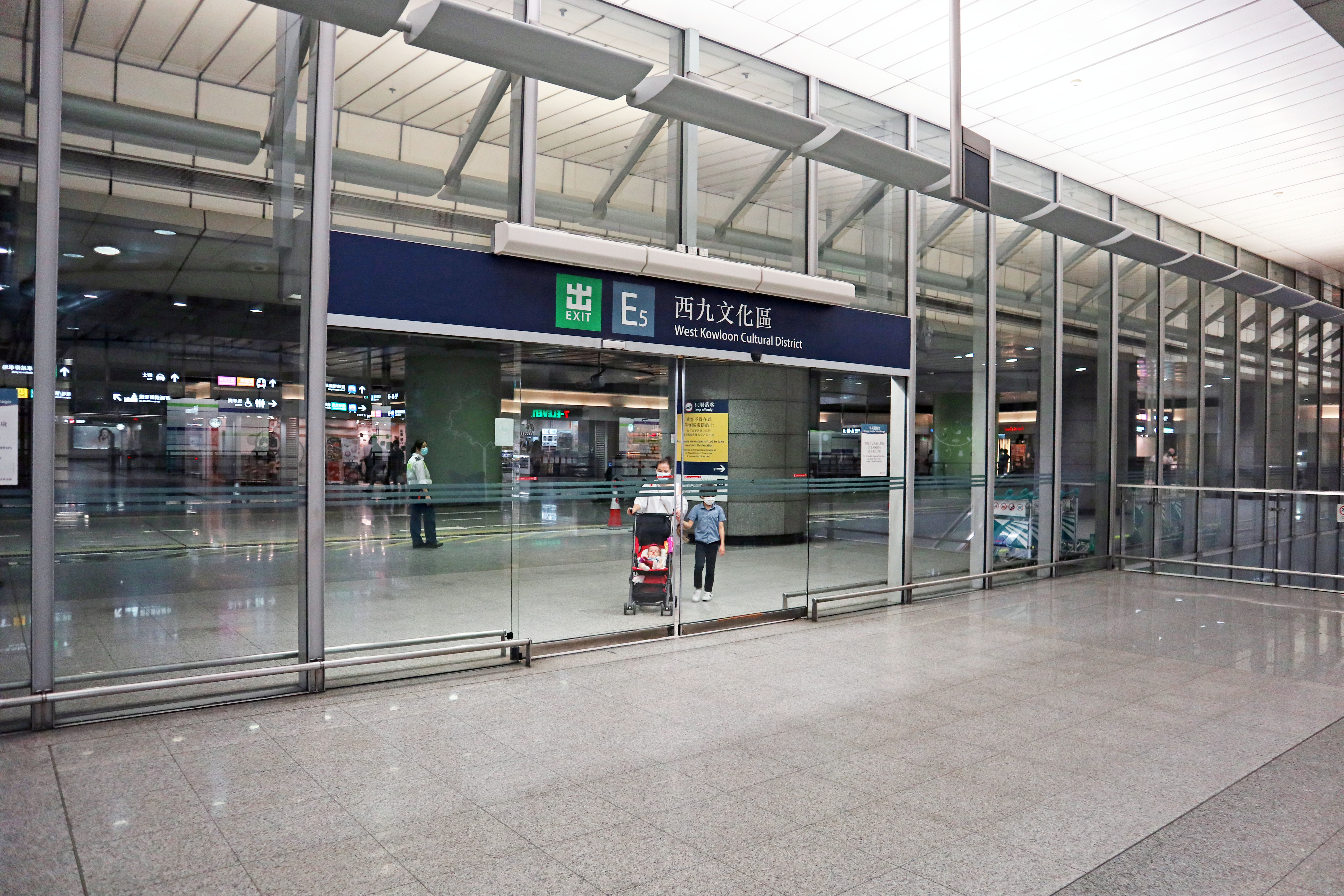